# アルペイオス

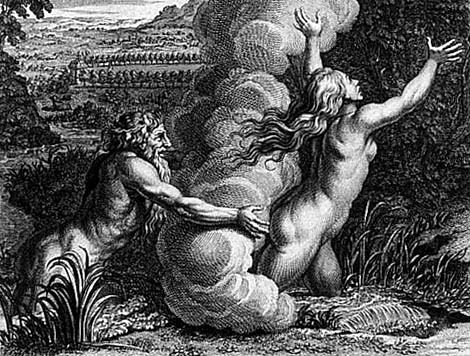
ベルナール・ピカール （en）によるエングレービング。アレトゥーサを追いかけるアルペイオス。

アルペイオス（古希: Ἀλφειός, Alpheios, ラテン語: Alpheus）は、ギリシア神話の神である。エーリス地方のアルペイオス川の河神。エーリス地方の最大の河川であるアルペイオス川は、同地では特に尊崇されていた。
オーケアノスとテーテュースの3000人の子供の1人で、アルカディア地方のプソーピスの王ペーゲウスの父。またテーレゴネーとの間にオルティロコスをもうけたともいわれる。オルティロコスはディオクレースの父。

## 神話
神話によるとアルペイオスはアルテミスに恋をしたといわれる。アルペイオスはアルテミスと夫婦になれそうにないと考え、アルテミスを無理やり奪おうと考え、その機会をうかがっていた。そこでアルテミスとニュムペーたちが祭を開いているところにやって来た。しかしアルテミスはアルペイオスが何か企んでいると考えて、ニュムペーたちとともに顔に泥を塗った。このためアルペイオスは誰がアルテミスか分からなかったので、あきらめて去った。
またアルペイオスはニュムペーのアレトゥーサにも恋をした。しかしアレトゥーサは拒んで逃げ、シケリア島のシュラクーサイの泉に変身した。古代ではアルペイオス河はシュラクーサイのアレトゥーサの泉とつながっていて、河の水が海に混ざらずに海底を通ってアレトゥーサの泉から湧き出すと信じられており、アルペイオス河に流した物がアレトゥーサの泉から湧き出るといわれていた。こうした伝説からアレトゥーサへの恋の物語が生まれたとされる。